# Rajagopal Krishnasamy
Rajagobal Krishnasamy - em tâmil, கி.ராஜகோபால் (Kuala Lumpur, 10 de julho de 1956), conhecido apelas como K. Rajagopal, é um ex-futebolista e treinador de futebol malaio que atuava como atacante. É atualmente treinador do PKNS FC.
Em sua carreira, que durou entre 1978 e 1989, jogou em apenas 2 times: o Selangor FA e o Sabah FA, onde atuou por mais tempo (66 jogos e 12 gols). Pela Seleção Malaia, atuou 20 vezes entre 1980 e 1982, não tendo feito nenhum gol.
Virou treinador em 1990, comandando o PKNS FC, onde jogara nas categorias de base. Passou ainda por Selangor FA, Kelantan, Harimau Muda A e Sarawak FA, além das seleções de base e principal da Malásia, regressando ao PKNS em 2017.

## Títulos

### Como jogador
Selangor
- Copa da Malásia: 2 (1978 e 1979)

Sabah FA
- Borneo Cup: 2 (1984 e 1985)

### Como treinador
Seleção Malaia
- Jogos do Sudeste Asiático: 1 (2009)
- Copa AFF Suzuki: 1 (2010)

## Links
- Malaysian torchbearers of the Olympic Flame